# Moving the Mountain
Moving the Mountain est un roman utopique féministe écrit par l'écrivaine américaine Charlotte Perkins Gilman. Il a été publié en série dans le périodique The Forerunner qu'elle produisait, puis sous forme de livre, tous deux en 1911. Le livre se rattache à la littérature utopique et dystopique de la fin du XIXe et du début du XXe siècle,,. Le roman est également le premier volume de la trilogie utopique de Gilman ; il fut suivi par Herland (1915) et sa suite, With Her in Ourland (1916).

## Genre
Dans une brève préface, Gilman compare son roman à la littérature utopique établie ; elle cite La République de Platon et L'Utopie originale de Sir Thomas More, ainsi que Cent ans après ou l'An 2000 (1888) d'Edward Bellamy et Au temps de la comète (1906) de H. G. Wells.
Gilman décrit son livre comme « une utopie à courte distance, une bébé utopie, une petite qui peut grandir ». Gilman jette son protagoniste dans un avenir réformé, mais sans « l'élément d'éloignement extrême » que l'on trouve dans d'autres livres. Bellamy avait propulsé son héros Julian West 113 ans en avant, de 1887 à 2000 ; son prédécesseur John Macnie a lancé son narrateur 7700 ans dans le futur dans The Diothas (1883). Gilman, en revanche, ne fait avancer son personnage John Robertson que de trois décennies, d'environ 1910 à environ 1940. Bellamy était l'auteur le plus célèbre de son époque à employer cette astuce, et ses nombreux imitateurs et adversaires l'ont utilisé dans leurs suites de Cent ans après ou l'An 2000 (en). Pourtant, la tactique consistant à faire avancer un personnage dans le temps peut être trouvée dans la littérature américaine dès l'histoire de Mary Griffith en 1836, Three Hundred Years Hence. La stratégie de Perkins avait déjà été employée par Bradford Peck, qui a propulsé son héros 25 ans en avant dans The World a Department Store (en) (1900).
Perkins envoie un homme dans le futur vers un monde meilleur, mais lui donne de profondes difficultés pour s'y adapter. Là encore, elle n'est pas le premier auteur à tenter la tactique : A Crystal Age (en) (1887) de William Henry Hudson et New Amazonia (1889) d'Elizabeth Burgoyne Corbett adoptent la même approche générale.

## Résumé
Le roman s'ouvre sur une brève scène écrite à la troisième personne : dans un lieu reculé du Tibet, un homme en costume local, soutenu par un groupe d'autochtones, affronte une femme à la tête d'une expédition d'exploration. Dans le roman, l'homme et la femme se reconnaissent comme frères et sœurs ; l'homme s'effondre, submergé par le choc.
L'histoire passe ensuite à un récit à la première personne, écrit par John Robertson après sa rencontre avec sa sœur Ellen. Trente ans plus tôt, à l'âge de 25 ans, Robertson avait voyagé à travers le Tibet rural ; s'éloignant de sa fête, il s'était perdu et était tombé dans un précipice. Il avait été soigné par des villageois locaux, mais sa mémoire avait été profondément altérée. Ce n'est que lorsque sa sœur le reconnait qu'il retrouve la mémoire. Il retourne avec elle aux États-Unis, pour affronter une société très différente de celle qu'il a connue dans sa jeunesse.
Vers 1920, alors que Robertson vivait de manière obscure au Tibet, l'Amérique avait adopté un système économique décrit comme « au-delà du socialisme », une souche de nationalisme qui répondait à toutes les questions posées par le socialisme sans être réellement socialiste, rénovant sa société et sa culture puis se développant en une nation plus efficace, à travers «l'évolution sociale» et une vision d'une «nouvelle religion.» Robertson est surpris d'apprendre que sa sœur est principale d'un collège - et est stupéfait de se rendre compte qu'elle est une principale mariée. Il rencontre son beau-frère, son neveu et sa nièce, et est à plusieurs reprises confronté à son comportement traditionnel. Il n'est pas féministe; sur le bateau de retour, il rencontre une jeune femme séduisante et vive, et pense à elle : « Ma sœur a dû se tromper sur le fait qu'elle est un ingénieur civil. C'est peut-être une étudiante, mais pas plus . »
La majeure partie du livre consiste à mettre en relief l'enseignement de John Robertson, par les membres de sa famille et d'autres, sur le nouvel ordre social rationnel et organisé. L'Amérique de Gilman de 1940 est un pays sans pauvreté ni prostitution, « pas de problème de travail - pas de problème de couleur de peau - pas de problème sexuel - presque pas de maladie - très peu d'accidents - pratiquement pas d'incendies », un endroit où « le seul type de prison s'appelle une quarantaine », où l'on résout les problèmes de déforestation et d'érosion des sols, et dans laquelle « personne n'a besoin de travailler plus de deux heures par jour et la plupart des gens en travaillent quatre…»
Les chapitres centraux du livre présentent le programme de Gilman pour réformer la société. Elle se concentre sur des mesures de rationalité et d'efficacité qui pourraient être instituées à son époque, principalement grâce à une plus grande coopération sociale - une éducation et un traitement égal pour les filles et les garçons, des crèches et d'autres questions toujours d'actualité un siècle plus tard. Pourtant, Gilman permet également le progrès technologique : l'énergie électrique est la force motrice de l'industrie et de la société urbaine, l'énergie générée en grande partie par les marées (une technologie qui ne se développe qu'au début du XXIe siècle dans le monde réel), ainsi que « les éoliennes, les moulins à eau », et les « moteurs solaires ». Le ciel est plein de « dirigeables ».
Les gens pratiquent désormais un « nouvel humanitarisme ». Le végétarisme est à la mode, la chasse est abolie et les zoos ne sont plus (le concept de Gilman des droits des animaux, cependant, prévoit l'élimination des prédateurs, pour sauver leur proie). Le tabac et l'alcool sont également passés de mode, car les femmes émancipées condamnent ces habitudes.
Robertson ne trouve pas facile d'accepter le nouvel ordre social ; sa sœur se moque de lui comme un exemple d'« une espèce d'esprit éteinte », aussi exotique qu'un « Mammouth laineux ». Il aspire même au chaos bruyant, sale et surpeuplé des villes de sa jeunesse, qu'il préfère aux villes propres, calmes et « belles » de 1940. Dans son mécontentement, Robertson se rend dans son État natal de Caroline du Sud pour rendre visite à son oncle Jake, un ancien fermier et un réactionnaire déterminé qui rejette les améliorations radicales des trente dernières années. Oncle Jake pratique toujours l'agriculture de subsistance avec sa femme âgée et sa fille célibataire Drusilla. Robertson se souvient de sa cousine Drusilla, de dix ans sa cadette, comme d'une enfant chérie - et est choquée par la vie dure et démunie qu'elle mène. Ses « trente années au Tibet », qui avaient pesé lourdement sur ses pensées, ressemblent maintenant à « des vacances comparées à ces trente années dans une ferme des hautes terres des Alleghanies de Caroline ». Il convainc Drusilla de l'épouser, afin de soulager sa propre solitude et de lui donner une vie meilleure - et ce faisant, Robertson en vient à accepter le monde moderne supérieur auquel il avait auparavant résisté.

## Eugénisme et contrôle social
Dans Moving the Mountain comme dans d'autres de ses œuvres, Gilman entretient des concepts d'eugénisme, souvent au détriment des libertés personnelles. L'éducation des enfants et les questions connexes sont soumises à une réglementation sociale. Comme le commente son protagoniste John Robertson à un moment donné, « j'ai entrevu une sorte de « main de fer dans un gant de velours » derrière tout cela ». De nouvelles lois « contrôlent la naissance des anormaux et des dégénérés » et « les criminels et les pervers » sont stérilisés. En effet, Gilman va plus loin dans ce livre qu'elle ne le fait ailleurs ; il a été noté qu'il s'agit de la seule de ses œuvres  « dans laquelle Gilman a sanctionné le meurtre des « indésirables » sociaux par l'État ».
La transformation fictive de l'Amérique par Gilman avait son côté sombre : un informateur explique à John Robertson que « Nous avons tué de nombreux dégénérés désespérés, fous, idiots et vrais pervers, après avoir essayé nos meilleurs pouvoirs de guérison ». Pourtant, de nouvelles méthodes de traitement rendent ces mesures extrêmes et moins nécessaires ; le personnage du livre qui prononce ces mots est un alcoolique et cocaïnomane réformé devenu professeur d'éthique à l'université.

## H.G. Wells et le féminisme
Gilman note l'influence de H. G. Wells - mais elle lui reproche également sa compréhension limitée de la position féministe.

« Cet anglais, Wells, qui a tant fait pour remuer sa génération, a dit : « Je suis entièrement féministe » — et il l'était ! Il ne voyait les femmes que comme des femmes et voulait qu'elles soient dotées en tant que telles. Il n'a jamais été capable de les voir comme des êtres humains et amplement compétentes pour prendre soin d'elles-mêmes. »